# Budha

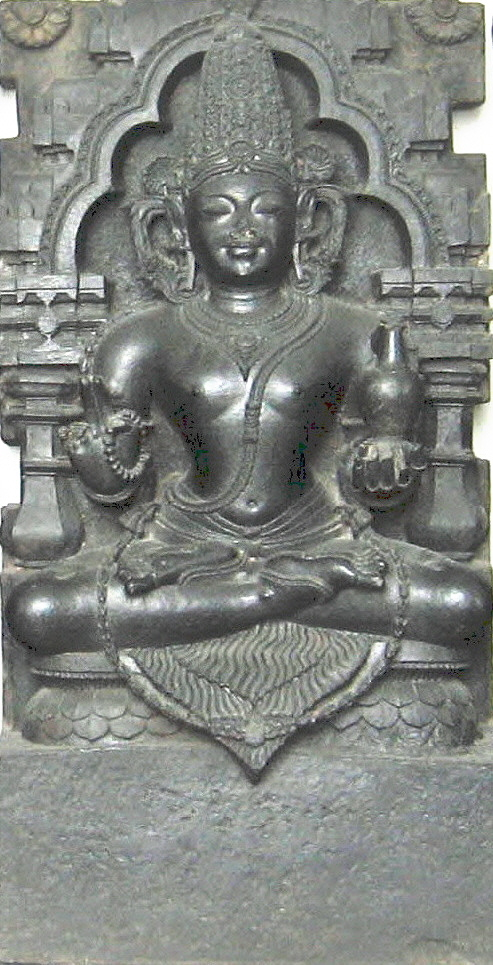
Budha, 13. Jh.

Budha (Sanskrit बुध budha m., wörtlich „Weiser“) ist im Hinduismus eine Personifizierung des gleichnamigen Planeten Budha, der dem Merkur entspricht. Er gehört in der traditionellen indischen Astronomie zu den Navagrahas, den Neun Planeten, denen im Glaubensleben ebenso wie in der indischen Astrologie Bedeutung zukommt. Sein Name sollte nicht mit dem Buddha, dem Begründer des Buddhismus, verwechselt werden.

## Familie
Budha ist der Sohn des Mondgottes Chandra und der Tara (»Stern«). Sein Vater entführte Tara, die Frau von Brihaspati (»Jupiter«), worauf es zu einem Krieg zwischen den Göttern kam. Brahma schlichtete den Streit und entschied, dass Tara zurück zu Brihaspati gebracht werden müsste. Als sie einen Knaben gebar, erhoben Brihaspati und Chandra Anspruch auf die Vaterschaft. Der Streit drohte wieder auszubrechen, bis Tara auf Befehl Brahmas erklärte, das Chandra der Vater des Kindes, das Budha genannt wurde, sei.
Budha heiratete Ida, die Tochter von Manu Vaivasvata und beide hatten einen Sohn Pururavas, der die Apsaras Urvashi ehelichte. Von ihm stammt die Monddynastie (Chandravamsha) ab, deren berühmteste Vertreter Krishna und Arjuna sind.
Budha gilt auch als Autor einiger Hymnen des Rigveda.